# Раку (Вилча)
Раку (рум. Racu) — село у повіті Вилча в Румунії. Входить до складу комуни Мітрофань.
Село розташоване на відстані 153 км на захід від Бухареста, 42 км на південь від Римніку-Вилчі, 55 км на північний схід від Крайови, 149 км на південний захід від Брашова.

## Населення
За даними перепису населення 2002 року у селі проживали 193 особи, усі — румуни. Усі жителі села рідною мовою назвали румунську.